# Праведник (ТВ филм)
„Праведник ” је југословенски ТВ филм из 1974. године. Режирао га је Берислав Макаровић а сценарио је написао Мирко Божић.

## Улоге
| Глумац                 | Улога          |
| ---------------------- | -------------- |
| Фрањо Мајетић          |                |
| Александер Кросл       | Немачки мајор  |
| Изет Хајдархоџић       |                |
| Златко Мадунић         |                |
| Иво Сердар             |                |
| Вјенчеслав Капурал     |                |
| Виктор Лељак           |                |
| Славко Шестак          |                |
| Неда Бајшић Момчиловић |                |
| Деметер Битенц         | Немачки официр |
| Амир Буквић            |                |
| Јурица Дијаковић       |                |

Остале улоге  ▼
| Глумац               | Улога |
| -------------------- | ----- |
| Борис Фестини        |       |
| Мартин Кухар         |       |
| Ладислав Кукец       |       |
| Иван Ловричек        |       |
| Јосип Мароти         |       |
| Слободан Миловановић |       |
| Владимир Облешћук    |       |
| Нико Павловић        |       |
| Едо Перочевић        |       |
| Младен Шермент       |       |
| Зденка Трах          |       |